# Anthurium ancuashii
Anthurium ancuashii är en kallaväxtart som beskrevs av Thomas Bernard Croat och Carlsen. Anthurium ancuashii ingår i släktet Anthurium och familjen kallaväxter. Inga underarter finns listade.